# 近津神社 (埼玉県杉戸町)
近津神社（ちかつじんじゃ）は、埼玉県北葛飾郡杉戸町の神社。

## 歴史
創建年代は不明である。福島県・茨城県・栃木県に多くみられる「近津神社」の一社から分霊を勧請した説と祭神が武甕槌命であることから、常陸国（現・茨城県）の鹿島神宮から分霊を勧請した説がある。
当社に関わりのある寺院は「来迎院」と「至宝院」である。来迎院は現在の幸手市の宝聖寺を本寺とする真言宗の寺で、至宝院は当山派修験道の寺である。来迎院が別当寺で、至宝院は当社で読経や加持祈祷を行っていた。明治初期の神仏分離により、両寺は廃寺に追い込まれ、至宝院の僧侶は還俗して当社の神職となった。
1873年（明治6年）、近代社格制度に基づく「村社」に列せられ、1893年（明治26年）と1908年（明治41年）と1912年（大正元年）に合計5社が合祀された。

## 交通アクセス
- 東武動物公園駅より徒歩13分。